# Чернецов, Алексей Владимирович
Алексей Владимирович Чернецов (род. 1945) — советский и российский археолог, доктор исторических наук, профессор.
Автор более 250 научных публикаций, в том числе монографий, участник многих экспедиций.

## Биография
Родился 1 марта 1945 года в Москве.

### Образование
В 1968 году окончил кафедру археологии исторического факультета Московского университета.
По окончании вуза работал сотрудником Института археологии Академии наук СССР (ныне Институт археологии РАН), заочно обучался в аспирантуре кафедры археологии МГУ с 1968 по 1972 год. В 1973 году защитил кандидатскую диссертацию на тему «Пахотные орудия древней Руси», в 1988 году — докторскую диссертацию на тему «Светская феодальная символика Руси XIV—XV вв.» Являлся учеником академика Б. А. Рыбакова.

### Деятельность
В Институте археологии с 1968 по 1991 год прошёл ступени лаборанта, старшего лаборанта, младшего научного сотрудника, научного сотрудника, старшего научного сотрудника.
В 1991 году Алексей Чернецов возглавил отдел славяно-русской археологии Института археологии РАН и начал преподавательскую деятельность — сначала в Российском православном университете имени святого Иоанна Богослова (РПУ), затем — в Российском государственном гуманитарном университете (РГГУ, с 1996 года — профессор кафедры музеологии этого вуза).
А. В. Чернецов является членом учёного совета Института археологии РАН (с 1991), членом его диссертационного совет (с 1988); член диссертационного совета РГГУ (с 2001). Также член редколлегии журнала «Живая старина» (с 1994) и редколлегии журнала «Российская археология» (с 2001).
Алексей Владимирович в 1994—1996 годах был стипендиатом государственной научной стипендии «Выдающийся ученый РФ». С 1998 по 1999 год являлся членом Института перспективных исследований в Принстоне, США.